# Brélidy
Brélidy (bretonisch: Brelidi) ist eine französische Gemeinde mit 316 Einwohnern (Stand 1. Januar 2022) im Département Côtes-d’Armor in der Region Bretagne. Sie gehört zum Arrondissement Guingamp und zum Kanton Bégard. Die Bewohner nennen sich Brélidiens/Brélidiennes.

## Geografie
Brélidy liegt rund zwölf Kilometer (Luftlinie) nordnordwestlich von Guingamp im zentralen Norden der Bretagne. Die westliche Gemeindegrenze bildet über weite Strecken der Fluss Jaudy, die östliche Gemeindegrenze sein Zufluss Théoulas.

## Geschichte
Funde belegen die menschliche Anwesenheit seit der Bronzezeit. Auch Überreste aus gallo-römischer Zeit wurden gefunden. Von 1342 bis 1560 gehörte Brélidy zur Grafschaft Penthièvre. Im Jahr 1330 wurde die Gemeinde unter dem Namen Breledy erstmals erwähnt. Bis zur Französischen Revolution verwalteten verschiedene Adelsgeschlechter das Gebiet der heutigen Gemeinde. Von 1793 bis 1801 war Brélidy ein Teil des Distrikts Pontrieux. Brélidy ist zudem seit 1801 Teil des Arrondissements Guingamp. Am 11. Juni 1847 wurde das Dorf Kerhadic von der Gemeinde Coatascorn abgetrennt und kam zu Brélidy.

### Bevölkerungsentwicklung
| Jahr                       | 1962 | 1968 | 1975 | 1982 | 1990 | 1999 | 2006 | 2012 | 2019 |
| Einwohner                  | 402  | 357  | 316  | 336  | 325  | 335  | 309  | 303  | 295  |
| Quellen: Cassini und INSEE |      |      |      |      |      |      |      |      |      |

Die zunehmende Mechanisierung der Landwirtschaft und die zahlreichen Toten des Ersten Weltkriegs führten zu einem Absinken der Einwohnerzahlen.

## Sehenswürdigkeiten
- Überreste einer Motte aus dem 12. Jahrhundert in Ty-ar-Bonniec
- Schloss Château de Noblance (auch Château de Brélidy) in Ty-ar-Bonniec (Bauten aus der Zeit zwischen 1346 und 1560)
- Herrenhaus Manoir de Kerveziou in Kerveziou; 17. Jahrhundert
- Herrenhaus Manoir de Lezuel (Bauten aus dem 15. Jahrhundert, teilweise auch von 1792)
- Kirche Saint-Colomban (erbaut 1882–1884)
- Kapelle Saint-Tugdual (auch Saint-Pabu) in Kerbiguet aus dem Jahr 1841
- Schlosskapelle Sacré Coeur en Noblance aus dem Jahr 1878 in Ty-ar-Bonniec
- alte Häuser in Kerouano (1727) und Saint-Tugdual (1767)
- Kreuz Croas Lezuel aus dem 18. Jahrhundert
- das Kreuz von Saint-Pabu aus dem 16. Jahrhundert auf dem Dorffriedhof
- Ziehbrunnen von Kerveziou aus dem 16. Jahrhundert
- Brunnen Saint-Vincent in Plouec aus dem Jahr 1746

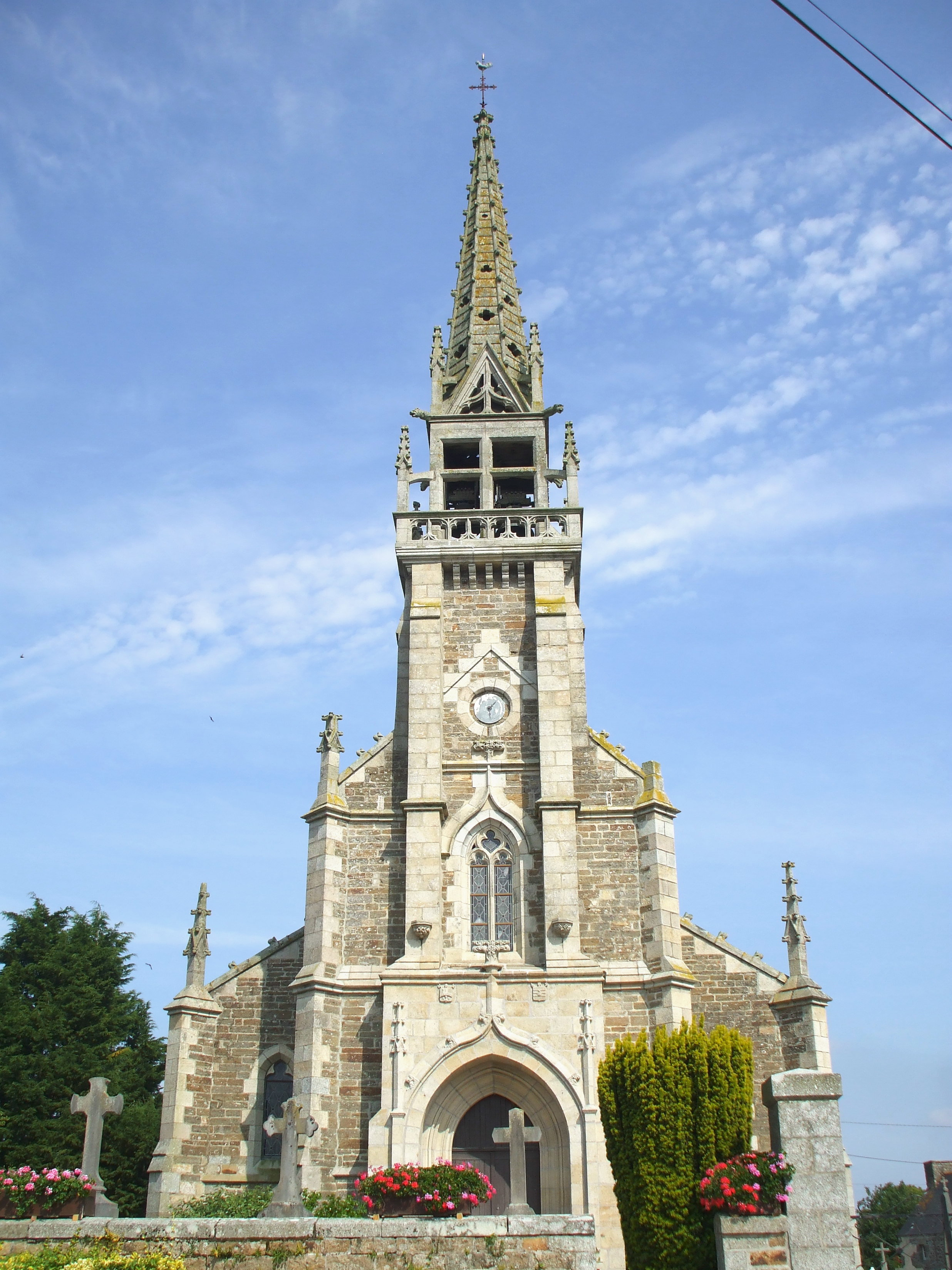
Kirche Saint-Colomban

Quelle: